# Coppa Placci 2002
La Coppa Placci 2002, cinquantaduesima edizione della corsa, si svolse il 7 settembre 2002 su un percorso di 199 km. La vittoria fu appannaggio dell'italiano Matteo Tosatto, che completò il percorso in 4h53'05", precedendo i connazionali Gianluca Bortolami e Davide Rebellin.
I corridori che presero il via da Imola furono 143, mentre coloro che tagliarono il traguardo di San Marino furono 59.

## Ordine d'arrivo (Top 10)
| Pos. | Corridore           | Squadra           | Tempo    |
| ---- | ------------------- | ----------------- | -------- |
| 1    | Matteo Tosatto      | Fassa Bortolo     | 4h53'05" |
| 2    | Gianluca Bortolami  | Tacconi Sport     | s.t.     |
| 3    | Davide Rebellin     | Gerolsteiner      | s.t.     |
| 4    | Uroš Murn           | Formaggi Trentini | s.t.     |
| 5    | Christian Gasperoni | Acqua & Sapone    | s.t.     |
| 6    | Andrea Ferrigato    | Alessio           | s.t.     |
| 7    | Ludovic Turpin      | AG2R Prévoyance   | s.t.     |
| 8    | Luca Paolini        | Mapei-Quick Step  | s.t      |
| 9    | Mauro Radaelli      | Tacconi Sport     | s.t.     |
| 10   | Paolo Bettini       | Mapei-Quick Step  | s.t.     |